# Herminia nubifer
Herminia nubifer är en fjärilsart som beskrevs av George Francis Hampson. Herminia nubifer ingår i släktet Herminia och familjen nattflyn. Inga underarter finns listade i Catalogue of Life.